# Kel-Tec KSG
Kel-Tec KSG — помпова рушниця 12-го калібру компонування булпап, розроблена Kel-Tec. Рушниця має два трубчатих магазини, між якими користувач може перемикатися вручну. Кожна труба вміщує до семи 2,75-дюймових (70 мм) гільз 12 калібру або шести 3-дюймових (76 мм) гільз. Kel-Tec також представила розширений варіант під назвою KSG25, який вміщує 24 патрони проти 14 патронів в оригінальній версії.

## Конструкція
Перезарядка здійснюється через пересмикання ковзної цівки (помпова перезарядка). Подача боєприпасів здійснюється з двох окремих трубчатих магазинів, розташованих під стволом.
Користувач має вручну обирати магазин для живлення. Зміна магазина для живлення здійснюється за допомогою перемикача, розташованого в нижній частині ствольної коробки за пістолетною рукояткою. Крайні положення перемикача визначають магазин, що подає набої в ствол або споряджається, а центральне положення дозволяє розряджати патронник при повних магазинах, що дозволяє оперативно змінювати тип патрона у стволі. Коли один магазин вичерпано, користувач вручну перемикається на другий магазин, також користувач може зарядити кожен з магазинів різним типом набоїв та перемикатися між ними, щоб вибрати потрібний, коли це необхідно. Наприклад, один магазин можна заряджати картеччю, другий — кулями.
Спорядження магазинів проводиться через отвір що знаходиться за пістолетною рукояткою в нижній частині ствольної коробки, по одному патрону. Стріляні гільзи витягуються через цей отвір вниз, що в сукупності з двостороннім кнопковим запобіжником, що розташовується у верхній частині пістолетної рукоятки, робить рушницю однаково зручною для стрільби, як з правого плеча, так і з лівого. Kel-Tec KSG над стволом має рейку Пікатінні що дозволяє встановлювати різні типи коліматорних або відкритих прицілів. Рейка Пікатінні також розташовується на цівці, що дозволяє встановити на зброю передню рукоятку, тактичний ліхтар або лазер.

## Відгуки
Початковий випуск KSG був сприйнятий неоднозначно: деякі користувачі мали бездоганний досвід використання, в той час як інші мали різні проблеми, починаючи від поломки перемикача до проблеми з подвійною подачею набоїв. Kel-Tec швидко випустила друге покоління, яке вирішило ці проблеми, а також запропонувала безкоштовно оновити KSG 1-го покоління за допомогою покращень другого покоління. Інші вдосконалення KSG 2-го покоління включають скидання положення спускового гачка, невеликі отвори для огляду в магазинах та виправлення механізму випуску гільз для комфортнішого використання лівшами.